# Sierra de Tapirapeco
La sierra de Tapirapeco (también llamado: Planalto de Roraima) es un macizo montañoso, en la zona fronteriza entre Venezuela y Brasil. La sierra se encuentra en el sector meridional del estado de Amazonas en Venezuela.
En la sierra se encuentra el pico Pico Phelps, (o Pico 31 de Marzo) (2992 m) que es una de las cumbres más altas de Brasil. La sierra está conformada por rocas cristalinas (tales como: gneis, granitos y micacitas) y rocas sedimentarias (tales como: areniscas, e ígneas). El entorno del paisaje es agreste, con abundantes fracturas y cortes, montes de laderas escarpadas y valles profundos. La zona posee una vegetación de bosque húmedo tropical con abundante humedad, resultado de los 2000 a 3000 mm de precipitaciones anuales. 
La sierra es divisoria de aguas de los ríos que alimentan la cuenca del Amazonas y los que alimentan la cuenca del Orinoco, además incluye las nacientes de numerosos arroyos y ríos que alimentan al río Negro. Gran parte de la misma forma parte del Parque nacional Parima-Tapirapeco, que protege el patrimonio ecológico del Amazonas. 